# 倫泰希市鎮

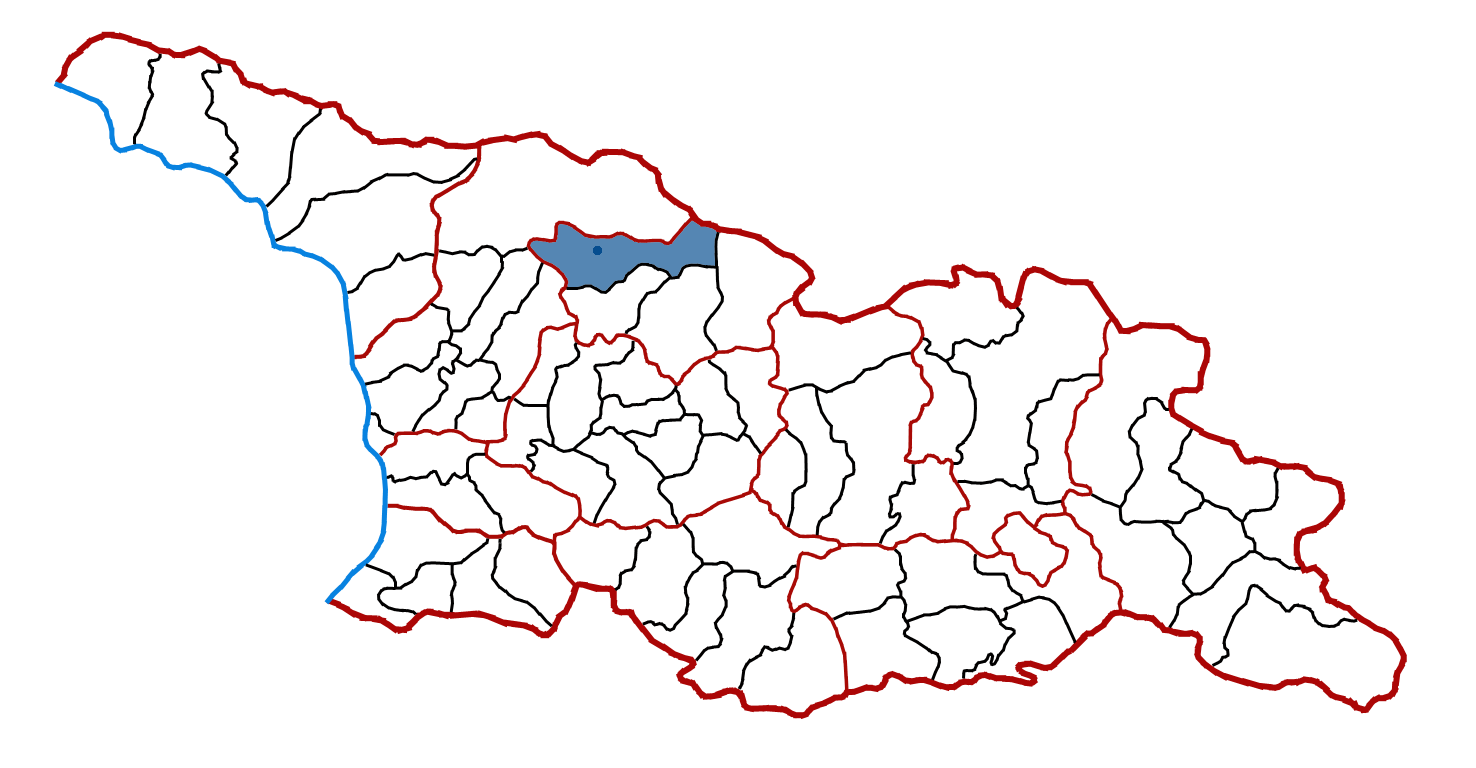

42°45′N 42°45′E / 42.75°N 42.75°E
倫泰希市鎮，是格魯吉亚北部拉恰-列其呼米和下斯瓦内蒂大区的市镇，行政中心为倫泰希。市镇面積为1,344平方公里，2014年人口数量为4,386人，人口密度每平方公里3.26人。